# Theridion darolense
Theridion darolense är en spindelart som beskrevs av Embrik Strand 1906. Theridion darolense ingår i släktet Theridion och familjen klotspindlar.
Artens utbredningsområde är Etiopien. Inga underarter finns listade i Catalogue of Life.